# Estatua de Coatlicue
La estatua de Coatlicue es una de las esculturas aztecas más famosas que se conservan. Mide 2,52 metros de altura y fue tallada en andesita, originalmente policromada, por un anónimo artista mexica.  Aunque hay muchos debates sobre qué o quién representa la estatua, generalmente se la identifica como la diosa azteca Coatlicue ("La que tiene su falda de serpientes").  Actualmente se encuentra en el Museo Nacional de Antropología en Ciudad de México. Exhibida originalmente en la capital mexica de Tenochtitlan, la trascendental estatua fue enterrada después de la conquista española de la ciudad en 1521 y redescubierta aproximadamente 270 años después, en 1790. 
Lo más probable es que la estatua se completara en 1439 o 1491, aunque estas fechas son controvertidas. Como la mayoría de estatuas aztecas, está tallada en bulto redondo. En particular, también tiene tallada debajo en su base una imagen de la deidad Tlaltecuhtli ("Señor de la tierra"), a pesar de que la base con la figura de pie está oculta a la vista. En el siglo XX se descubrieron estatuas y fragmentos de estatuas similares, lo que llevó a los estudiosos a debatir el significado de estas obras de arte y su papel en el Imperio azteca. 

## Entierro, excavación e interpretaciones iniciales
Después de la conquista de Tenochtitlán en 1521, los invasores españoles ordenaron la destrucción sistemática de la ciudad, incluidas las estatuas y edificios mexicas.  La estatua de Coatlicue probablemente ocupó una posición destacada en Tenochtitlán en alguna plaza o explanada ante un templo. Lo más seguro es que sobreviviera a la destrucción y permanezca increíblemente bien conservada porque, cuando se les ordenó destruir la obra, los mexicas sin embargo la enterraron debajo del nivel freático.
La estatua de Coatlicue fue redescubierta en la plaza principal de Ciudad de México frente al Palacio Nacional el 13 de agosto de 1790 durante la excavación de un conducto de agua. Unos meses más tarde, el 17 de diciembre de 1790, se encontró la también célebre Piedra del Sol (también conocida como "Piedra del calendario") a unos 30 metros de distancia. El trascendental descubrimiento de estas dos estatuas, junto con la excavación de la Piedra de Tizoc en 1791, inició una nueva fase de investigación sobre el Templo Mayor mientras los eruditos contemporáneos intentaban interpretar su denso simbolismo y descifrar sus significados. 

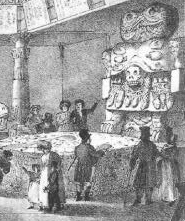
Exhibición de Bullock de "Teoyamiqui", expuesta en Londres en 1824.

El primer erudito que estudió la estatua después de su excavación fue Antonio de León y Gama, quien identificó a la diosa representada como "Teoyaomiqui", la deidad de la muerte y la guerra sagrada.  La estatua fue identificada como Coatlicue por el arqueólogo mexicano Alfredo Chavero en su libro México a través de los siglos.  Debido a las tallas en la parte inferior de la estatua, Léon y Gama creía que la estatua originalmente se había exhibido en ángulo, elevada del suelo y sostenida por columnas. Se equivocó, ya que la escultura se colocó sobre su base. Las esculturas aztecas están talladas mayoritariamente en bulto redondo, incluso aunque no todos los lados fueran visibles a la vez. 
A finales del mismo año de 1790, la estatua fue trasladada a la Universidad Nacional Autónoma de México para ser preservada y estudiada, pero pronto fue enterrada por orden de profesores que temían que su presencia fomentara la adhesión a la religión azteca, que los colonos habían pasado dos siglos suprimiendo. A los criollos y europeos, la estatua les parecía un monstruo feo y repugnante, pero indígenas y mestizos habían empezado a llevarle flores y encenderle velas. Para evitarlo, la estatua fue enterrada en el patio de la Universidad Nacional Autónoma de México, fuera de la vista.  La estatua fue desenterrada en 1803, para que Alexander von Humboldt pudiera hacer dibujos y un vaciado, tras lo cual fue enterrada de nuevo. Fue desenterrada nuevamente por última vez en 1823, para que William Bullock pudiera hacer otro molde, que se exhibió al año siguiente en el Egiptian Hall de Piccadilly, Londres, como parte de la exposición México Antiguo de Bullock. La estatua permaneció desde entonces en el patio de la universidad hasta que se creó el primer Museo Nacional. 

## Descripción visual e iconografía
La colosal estatua densamente tallada mide dos metros y medio de alto y se inclina hacia adelante, elevándose sobre el espectador y dando la impresión de que está avanzando. El frente y la parte posterior de la estatua son bilateralmente simétricos. Se trata de una figura decapitada cuya cabeza la forman dos serpientes enfrentadas que emergen del cuello, simbolizando la fértil sangre que brota. Manos y pies terminan en garras. Porta un collar de corazones y manos humanos alternados y un cráneo adorna el cinturón delante y detrás, sobre un faldellín de serpientes entrelazadas. En las pantorrillas lleva bandas de las que cuelgan plumas y cascabeles. El dibujo anotado a continuación descifra parte del denso simbolismo de la figura:

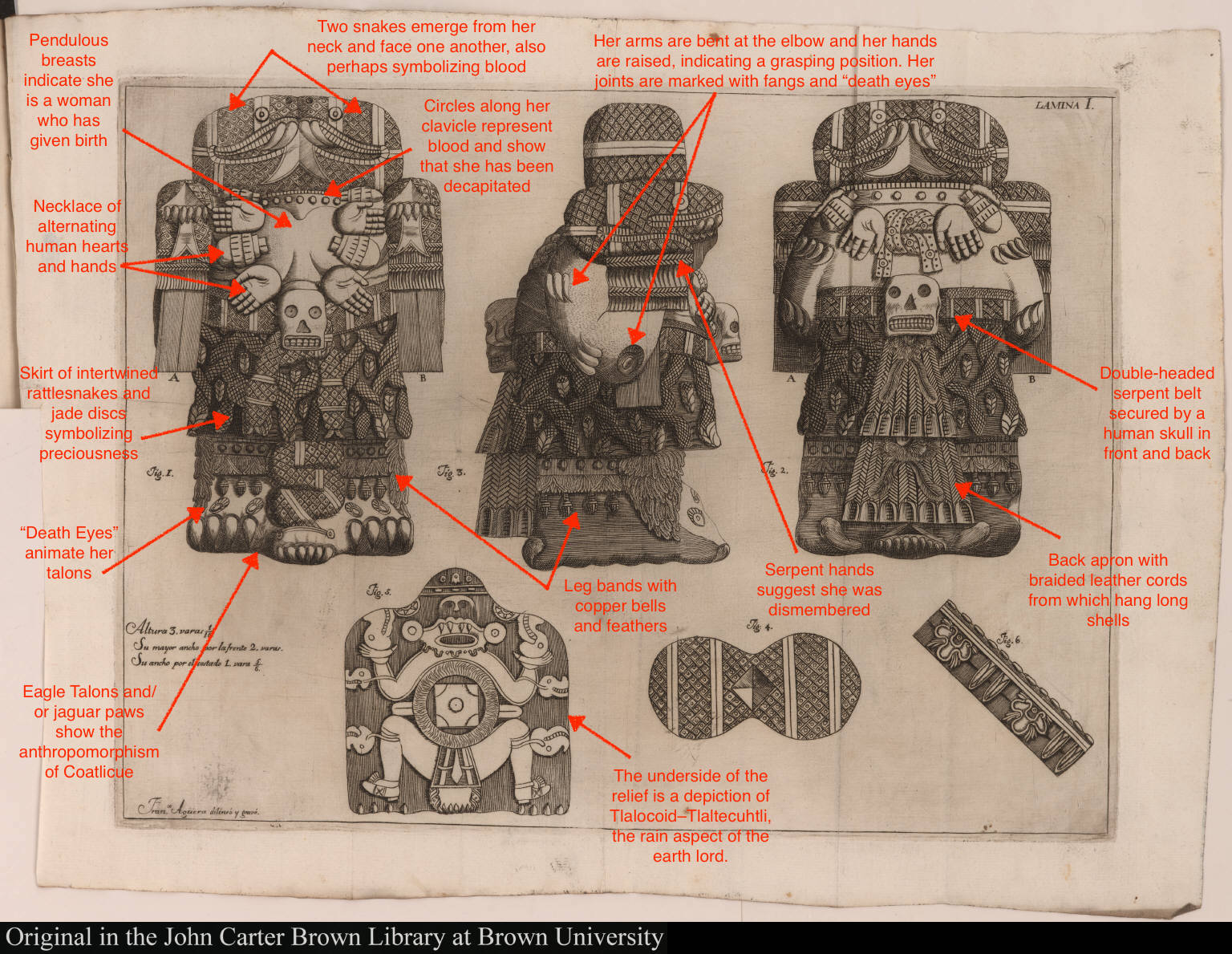
Este dibujo de la estatua azteca de Coatlicue de Antonio de Léon y Gama muestra la obra desde todos los lados. Las anotaciones modernas en rojo ayudan a descifrar parte del denso simbolismo de la estatua.

## Estatuas comparables e interpretación
En 1933 se descubrió otra estatua, llamada Yolotlicue ("La que tiene su falda de corazones"). Aunque muy dañada, es idéntica a la de Coatlicue excepto que tiene una falda de corazones humanos en lugar de serpientes. Al igual que con la estatua de Coatlicue, la parte inferior de Yolotlicue representa a Tlaltecuhtli y la fecha Caña año 12 está inscrita entre sus omóplatos. También existen dos fragmentos de una estatua o estatuas similares, lo que sugiere que formaban parte de un conjunto más grande.   Al interpretar las estatuas como parte de un conjunto más grande, algunos estudiosos han argumentado que las Coatlicue son más bien Tzitzimimeh, deidades femeninas asociadas con las estrellas que bajarían a devorar a los humanos en la Tierra si el sol fallara. 
La Piedra de Coyolxauhqui representa a la diosa azteca Coyolxauhqui, hija de Coatlicue. Fue derrotada y desmembrada por su hermano, el dios patrón de los aztecas, Huitzilopochtli. La piedra fue descubierta en la base del Templo Mayor en 1978.  Al igual que las imágenes de Coatlicue y Yolotlicue en las estatuas y fragmentos, Coyolxauhqui también está decapitada y ha sido desmembrada. Algunos eruditos interpretan el desmembramiento de las Tzitzimime como relacionado con el desmembramiento de Coyolxauhqui, indicando que tal vez también habían enojado a Huitzilopochtli y corrieron la misma suerte.  Otros argumentan que las Tzitzimime son decapitadas como resultado de sacrificarse para poner el sol en movimiento. 
|  |  |  |  |